# Všenory

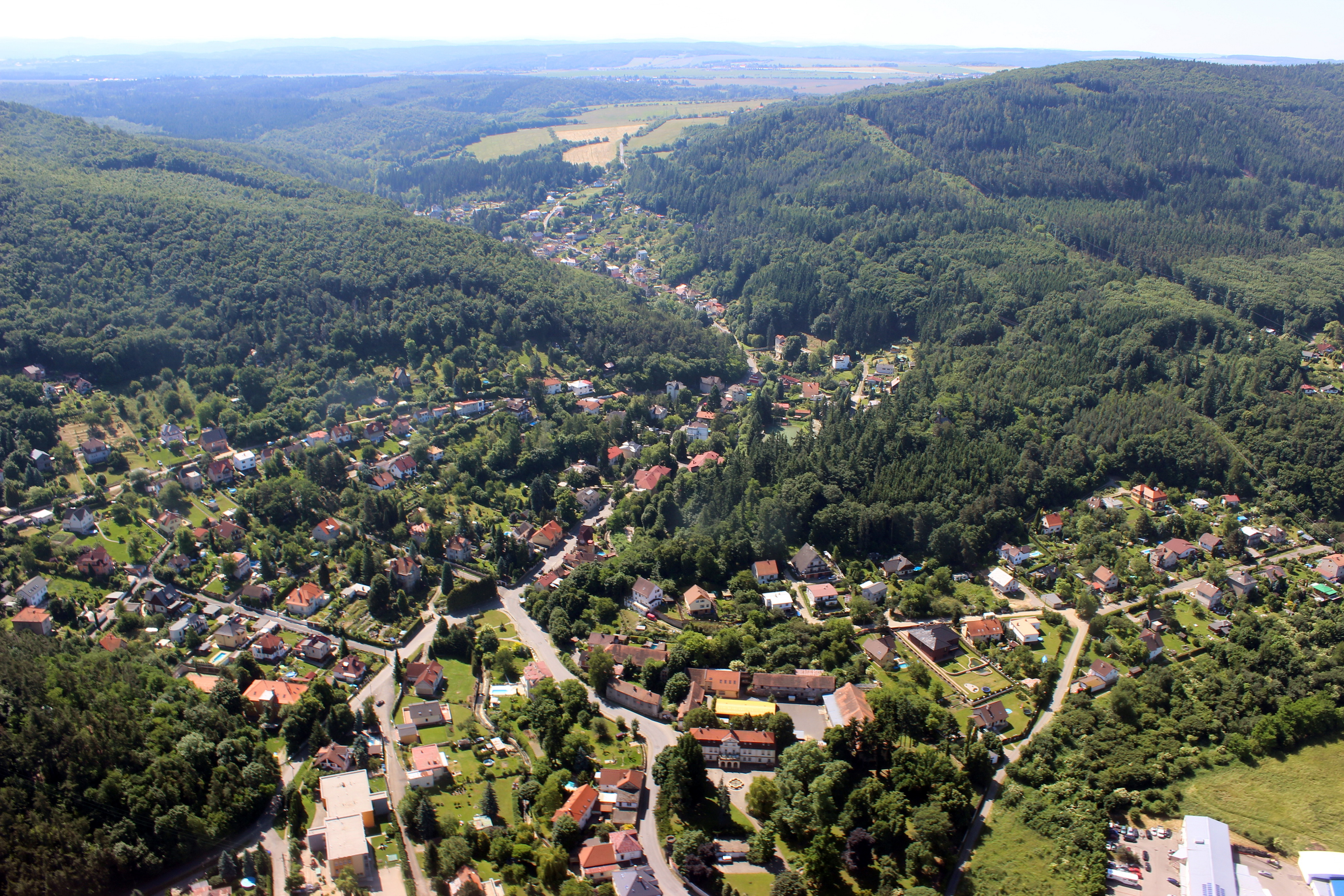
Luftbild von Všenory

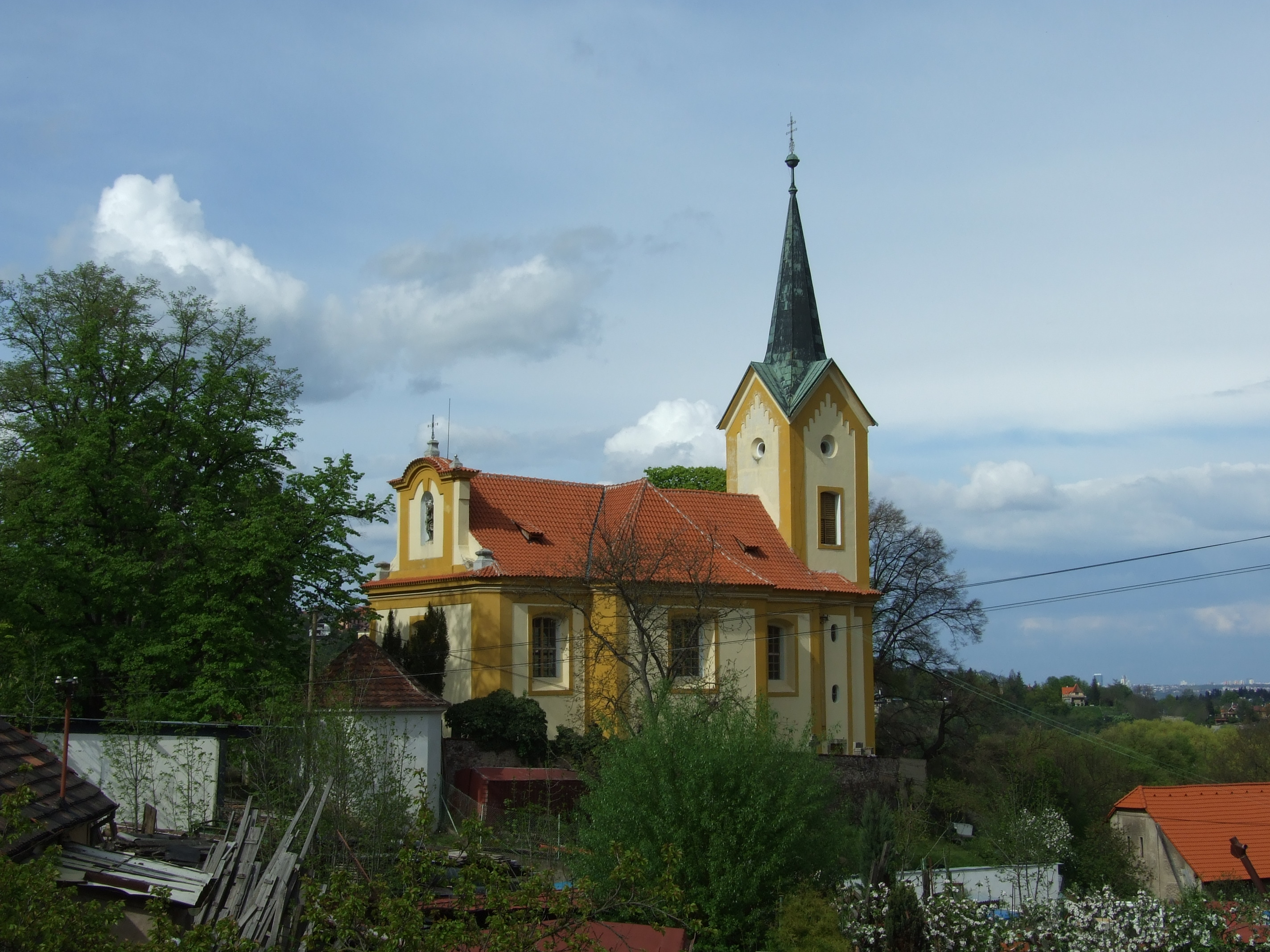
Kirche St. Wenzel in Horní Mokropsy

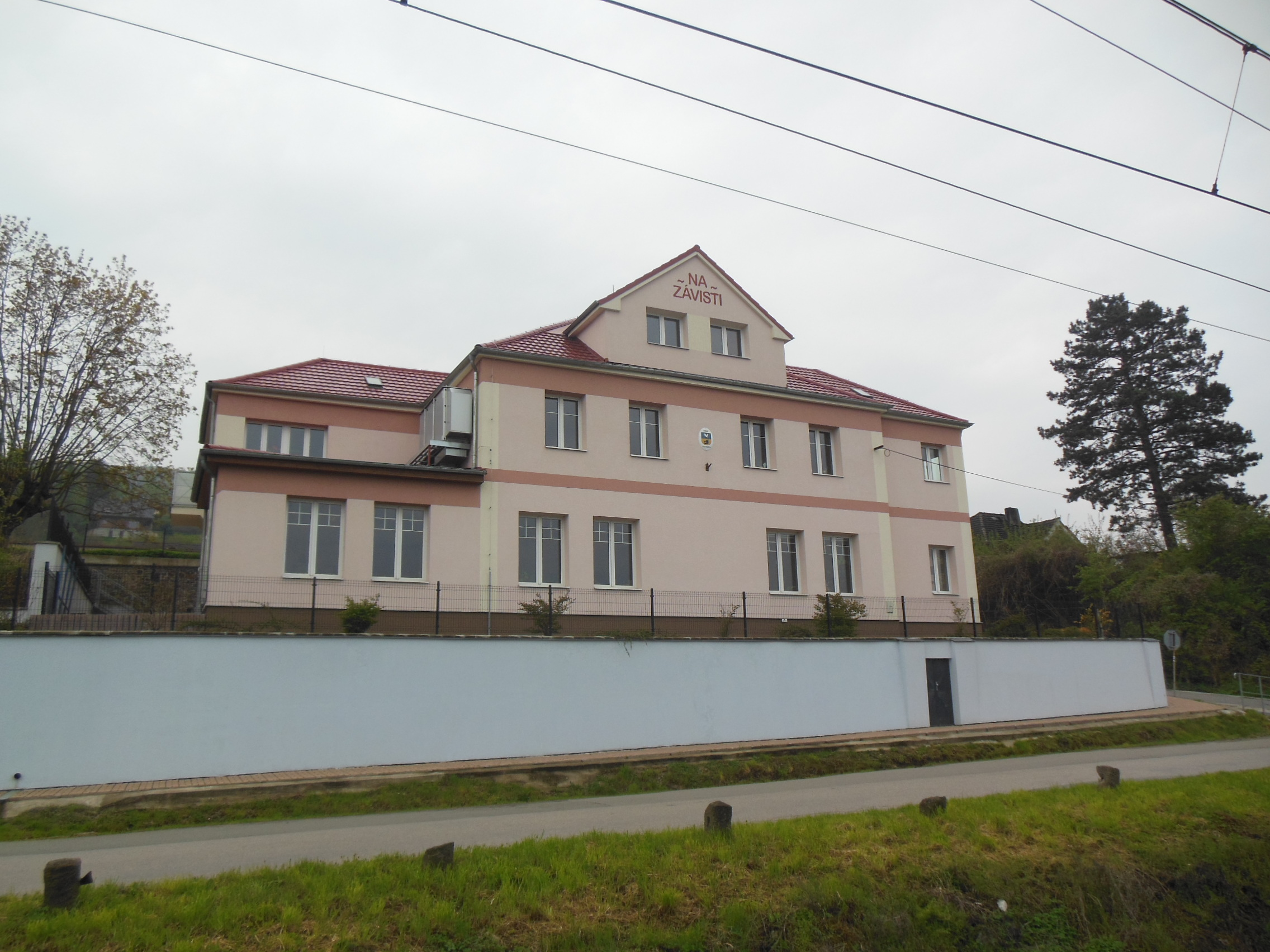
Gemeindeamt

Všenory (deutsch Wschenor) ist eine Gemeinde in Tschechien. Sie liegt 20 Kilometer südwestlich des Stadtzentrums von Prag an dessen Stadtrand und gehört zum Okres Praha-západ. Zum Ende des 19. Jahrhunderts wandelte sich das Dorf in einen Erholungsort der Prager Oberschicht.

## Geographie
Všenory befindet sich rechtsseitig des Berounkatales in den Ausläufern der Hřebeny und wird vom Bach Všenorský potok durchflossen. Östlich erhebt sich die Kopanina (411 m n.m.), im Südosten der Kámen (414 m n.m.) sowie südlich die Červená hlína (467 m n.m.). Am nördlichen Ortsrand verläuft die Bahnstrecke Praha–Plzeň. Gegen Süden und Osten erstreckt sich der Naturpark Hřebeny.
Nachbarorte sind Sušárna, Na Vysoké, Solopisky, Nová Vráž, Stará Vráž und Větrné Údolí im Norden, Horní Mokropsy, Černošice und Montana im Nordosten, Jíloviště im Osten, Trnová und Klínec im Südosten, Varadov, Na Homolce, Potoky, Nový Dvůr und Černolice im Süden, Řevnice und Lety pod Lesem im Südwesten, Čihadla, Brunšov und Dobřichovice im Westen sowie Vonoklasy und Bukovka im Nordwesten.

## Geschichte
Die erste urkundliche Erwähnung der Feste und des Gutes Všenory erfolgte im Jahre 1205 als Sitz des Pavel von Všenor. Älter ist jedoch Horní Mokropsy, das bereits seit 1088 belegbar ist. Durch Všenory führte der Goldene Steig, eine alte Handels- und Heeresstraße, die von Prag über Řepy, Křtěn, Ořech, Chýnice, Třebotov und Černošice in der Mokropetzer Furt die Berounka durchquerte und dann durch das Tal des Všenorský potok über Černolice nach Bechyně bzw. Prachatice in Südwestböhmen führte. An der Berounka und dem Mündungsgebiet des Všenorský potok wurden im 13. und 14. Jahrhundert Goldseifen betrieben, der Name der Siedlung Brunšov ist darauf zurückzuführen.
Bis zum Ende des 16. Jahrhunderts hielten die mit den Vladiken Buzický von Buzice stammesverwandten Herren von Všenory das Gut; bedeutendster Besitzer war in dieser Zeit Jan Kluk von Všenor, der von 1372 bis 1379 das erzbischöfliche Hofmeisteramt innehatte. Danach fiel das Gut per Heimfall zum Kapitel Allerheiligen auf der Prager Burg. Zum Ende des 17. Jahrhunderts erwarb das Domkapitel St. Veit das Gut Wschenor. Im 18. Jahrhundert wurde das Gut Černolitz an Wschenor angeschlossen. Am Ende des 18. Jahrhunderts gehörte das Gut Johann Mladota von Solopisk, der es 1787 an Philipp Eyben verkaufte. Dieser veräußerte Wschenor an Joseph Kriesten, dem sein gleichnamiger Sohn und Enkel folgten. Von letzterem kaufte 1837 der Prager Bürger Vinzenz Noltsch (Vincenc Nolč) das Gut.
Im Jahre 1788 bestand das Dorf Wschenor im Berauner Kreis aus zwölf Häusern. Im Jahre 1845 umfasste das Gut Wschenor samt Černolitz eine Nutzfläche von 638 Joch 1585 Quadratklafter. Auf der Gutsherrschaft lebten 595 tschechischsprachige Personen, darunter elf jüdische Familien. Haupterwerbsquelle bildeten die Landwirtschaft und die Arbeit in den herrschaftlichen Wäldern, daneben verdienten sich die Bewohner in Steinbrüchen und bei der Flussschifffahrt auf der Berounka und der Moldau ein Zubrot. Die Obrigkeit bewirtschaftete zwei Meierhöfe in Wschenor und Neuhof, zu letzterem gehörte auch eine Schäferei. Zum Gut gehörten lediglich die Dörfer Wschenor und Černolitz. Das Dorf Wschenor, auch Wssenor bzw. Wssenory genannt, bestand aus 35 Häusern mit 258 tschechischsprachigen Einwohnern, darunter waren elf jüdische Familien und zwei Fleischhauer. Der Obrigkeit gehörten ein Schloss, ein Amtshaus, ein Bräuhaus und ein Meierhof; außerdem gab es im Ort ein Wirtshaus und zwei eingängige Mühlen. Pfarrort war Ober-Mokropetz (Horní Mokropsy). Bis zur Mitte des 19. Jahrhunderts war Wschenor das Amtsdorf des Gutes Wschenor samt Černolitz im Berauner Kreis.
Nach der Aufhebung der Patrimonialherrschaften bildete Všenory/Wschenor ab 1849 einen Ortsteil der Gemeinde Černolice im Gerichtsbezirk Königsaal. In Horní Mokropsy wurde am 30. Mai 1862 der Grundstein für eine Schule gelegt, in der dann über mehrere Jahrzehnte die Kinder aus Dolní Mokropsy, Horní Mokropsy, Všenory und Černolice unterrichtet wurden; wegen der hohen Zahl der Kinder belief sich die Klassenstärke auf 100 Schüler.
Am 14. Juli 1862 wurde die Bahnstrecke Prag–Pilsen eröffnet, sie überquerte die Berounka am Mokropetzer Wehr auf einer eisernen Brückenkonstruktion. In der Nacht vom 25. zum 26. Mai 1872 wurde das untere Tal der Berounka von einem verheerenden Hochwasser heimgesucht. Am Morgen des 26. Mai wurde einer der steinernen Pfeiler der nach dem System Schifkorn erbauten Eisenbahnbrücke von Mokropsy fortgespült, die Eisenkonstruktion der Brücke hielt jedoch. Wegen des dadurch verursachten Absackens zweier Felder war die Brücke bis zum 26. Juni 1872 nicht befahrbar. Die Eisenbahnbrücke wurde im Juli 1911 innerhalb einer Nacht zweigleisig ausgebaut.
In der zweiten Hälfte des 19. Jahrhunderts setzte eine starke Erweiterung von Všenory ein. Unter dem Gutsbesitzer und Abgeordneten des Böhmischen Landtages Jan Nolč (1835–1888) wandelte sich Všenory seit den 1870er Jahren zum Erholungsort der Prager geistigen und politischen Hautevolee. Zahlreiche Geschäftsleute, Architekten, Ärzte, Rechtsanwälte und Künstler ließen Villen errichten.
Ab 1869 gehörte die Gemeinde Černolice zum Bezirk Smichow, ab 1910 führte sie wegen der Größe von Všenory den Namen Černolice-Všenory. Im April 1919 trennten sich Černolice und Všenory; die Trennung wurde am 10. Juni 1922 wirksam. 1923 wurde in Všenory ein eigener Friedhof angelegt; sechs Jahre später wurde der Friedhof an der Kirche von Horní Mokropsy aufgehoben und auf dem Podstádl ein neuer Friedhof für Horní Mokropsy geweiht. In den 1920er Jahren hatte sich Všenory bis an Horní Mokropsy ausgedehnt. Der Bauboom beschränkte sich jedoch auf den Erholungsort Všenory, die angrenzende Gemeinde Horní Mokropsy bewahrte ihre dörfliche Struktur. In den Jahren 1926 und 1927 entstand unterhalb der Kuppe Homolka an der neuen Verbindungsstraße zwischen Všenory und Horní Mokropsy ein ausgedehnter Park mit Statuen, Balustraden, Springbrunnen und Pavillons. 1927 wurde Všenory dem Okres Praha-venkov und 1942 dem Okres Praha-venkov-jih zugeordnet. Am 28. August 1938 wurde die Schule in Všenory eingeweiht. Mit dem Zweiten Weltkrieg endete die Blütezeit des Erholungsortes Všenory. Im Jahre 1949 erfolgte die Eingemeindung von Horní Mokropsy, zugleich kam Všenory zum Okres Praha-jih. Seit 1961 gehört die Gemeinde zum Okres Praha-západ. Die Gemeinde führt seit 1998 ein Wappen und Banner. Beim Augusthochwasser von 2002 wurden in den niederen Ortslagen der Gemeinde 43 Häuser und etwa 100 Ferienhütten überflutet, 150 Personen mussten evakuiert werden.

## Gemeindegliederung
Für die Gemeinde Všenory sind keine Ortsteile ausgewiesen. Grundsiedlungseinheiten sind Horní Mokropsy (Ober Mokropes, früher Ober-Mokropetz) und Všenory (Wschenor). Zu Všenory gehören außerdem die Siedlungen Brunšov (Brunnenseifen), Čihadla, Montana, Sušárna und Větrné Údolí.

## Wappen
Das Wappen ist zweigeteilt. Es zeigt im oberen Feld eine fliegende silberne Taube auf blauem Grund und darunter einen schwarzen Eberkopf auf goldenem Grund. Die Taube entstammt dem Wappen des erzbischöflichen Hofmeisters Jan Kluk von Všenor, der in der zweiten Hälfte des 14. Jahrhunderts Besitzer von Všenory war. Der Eberkopf bildete das Wappen des Ulrich Medek von Valdek, dem Horní Mokropsy in der ersten Hälfte des 15. Jahrhunderts gehört hatte. Wie die Herren von Všenor stammen auch die Herren von Valdek von den Vladiken von Buzický von Buzice ab.

## Sehenswürdigkeiten
- Das neobarocke Schloss Všenory erhielt seine heutige Gestalt 1928–1929 unter Hanuš Kasalický, der das Schloss bis 1946 besaß.[5] Das von einem Park umgebene Bauwerk befindet sich in Privatbesitz und ist nicht zugänglich.
- Die barocke Kirche des hl. Wenzel in Horní Mokropsy entstand 1732 anstelle eines romanischen Vorgängerbaus aus der ersten Hälfte des 14. Jahrhunderts. Der Turm wurde 1870 im neoromanischen Stil umgestaltet. 1850 wurde im Turmknauf eine Zeichnung des gotischen Klosters Königsaal aufgefunden, von der nur eine Nachzeichnung von František Lorenc in den Graphischen Sammlungen der Nationalgalerie Prag erhalten ist. Bekannt wurde die Kirche auch durch den Mokropeser Altar (oltář mokropecký); der spätgotische Flügelaltar aus der Zeit um 1500 zeigt das Sterben des Jungfrau Maria und wird Hans Hesse zugeschrieben, im Original erhalten sind nur die beiden um 1520 geschaffenen Seitentafeln mit Darstellungen der hll. Katharina und Barbara. Der wertvolle Flügelaltar befindet sich heute im Depositar des Erzbistums Prag.[6] Die Kirche ist als Kulturdenkmal geschützt.
- Alter Friedhof Horní Mokropsy mit Empiregrabstätte der Familie Kriesten aus dem Jahre 1837.
- Der Aussichtspavillon Gloriette mit einer von acht Säulen getragenen Kuppel im Stil eines römisch-dorischen Monopteros wurde 1885 nach Plänen des Architekten Vojtěch Storm auf dem Sporn Jánská über dem Tal des Všenorský potok erbaut.[7]
- Neoromanische Kapelle Johannes des Täufers auf einem bewaldeten Sporn südlich des Schlosses Všenory gegenüber der Gloriette. Sie wurde 1889–1890 über der Grablege der Familie Jan Nolč errichtet. Die Wandgemälde schuf Adolf Liebscher.[8]
- Eisenbahnbrücke von Mokropsy, errichtet 1862. Sie wurde in den 1990er Jahren saniert und mit einem Fußlauf nach Dolní Mokropsy versehen.
- Gedenkstein für die Gefallenen des Ersten Weltkrieges auf dem Dorfplatz von Horní Mokropsy, errichtet 1922, ursprünglich stand er vor der Schule.
- Ehemaliger Park zwischen Všenory und Horní Mokropsy, er war über Jahrzehnte verwüstet. Erhalten sind u. a. eine Reiterstatue von Jan Žižka, eine Statue von Jan Hus sowie eine Zeder.
- Villa Boženka in Všenory, erbaut 1884 für Jan Nolč, das verfallene Bauwerk wurde 1996–1997 originalgetreu wiederherstellt.
- Ehemaliges Ausflugsrestaurant Villa Nolč mit Tanz- und Theatersaal mit Wandmalereien von Adolf Liebscher, heute Hotel Zdenka
- Ehemaliges Hotel Stejskal, heute Altenheim
- 400-jährige Eiche an der Grenze zwischen Všenory und Horní Mokropsy, sie ist das letzte Exemplar einer ehemaligen Eichenallee